# Sistema intensificador de visibilidade em voo

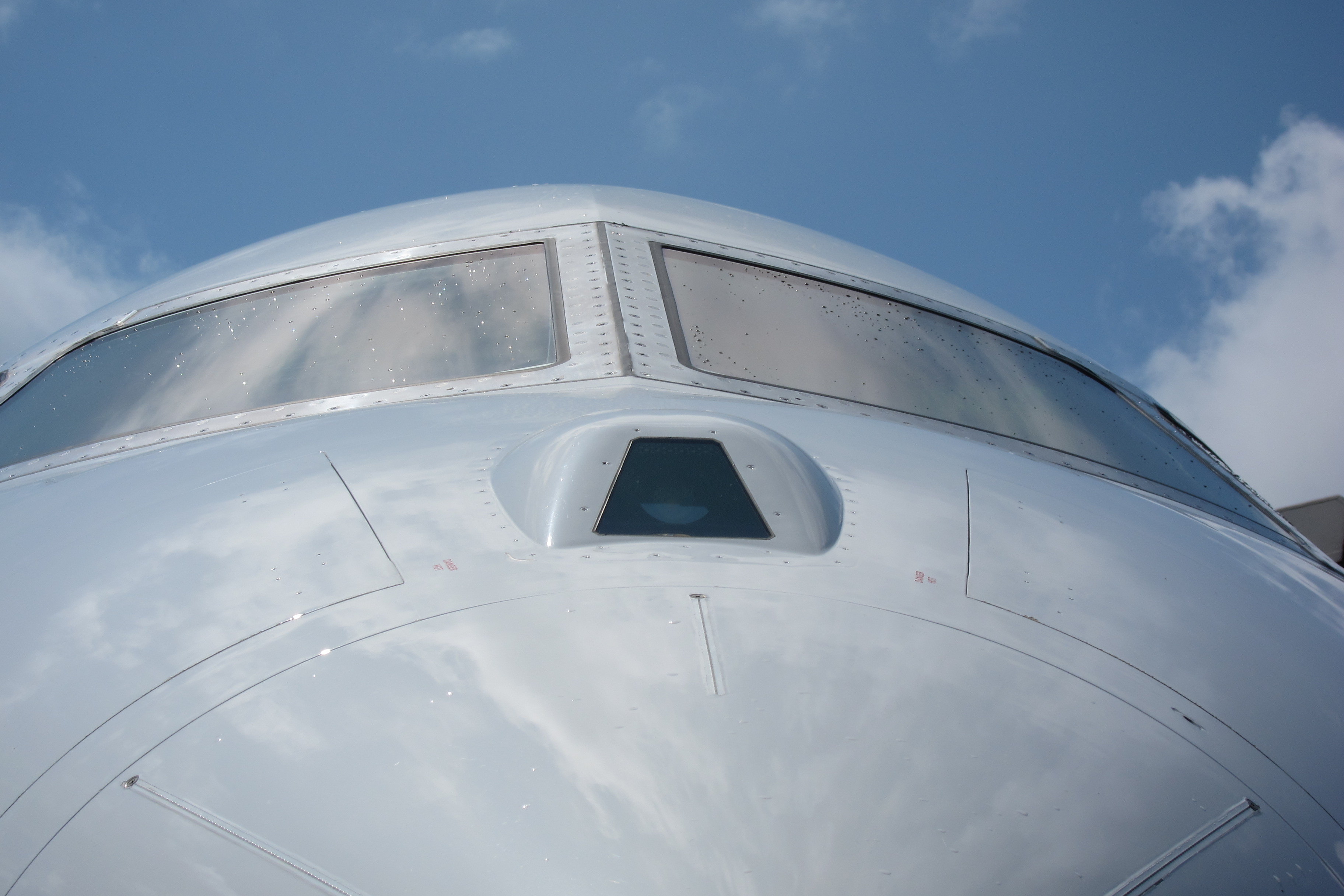
Sistema óptico EFVS em um Bombardier Global 6000

Sistema intensificador de visibilidade em voo, em inglês enhanced flight vision system (EFVS ou EVS), é um sistema embarcado que exibe para o piloto uma visão real da cena que se apresenta à frente da aeronave. O EFVS é um avançado sistema óptico eletrônico, que processa informações de vários sensores, como câmeras de infravermelho e radares, para fornecer uma visão realista em ambientes de visibilidade limitada.

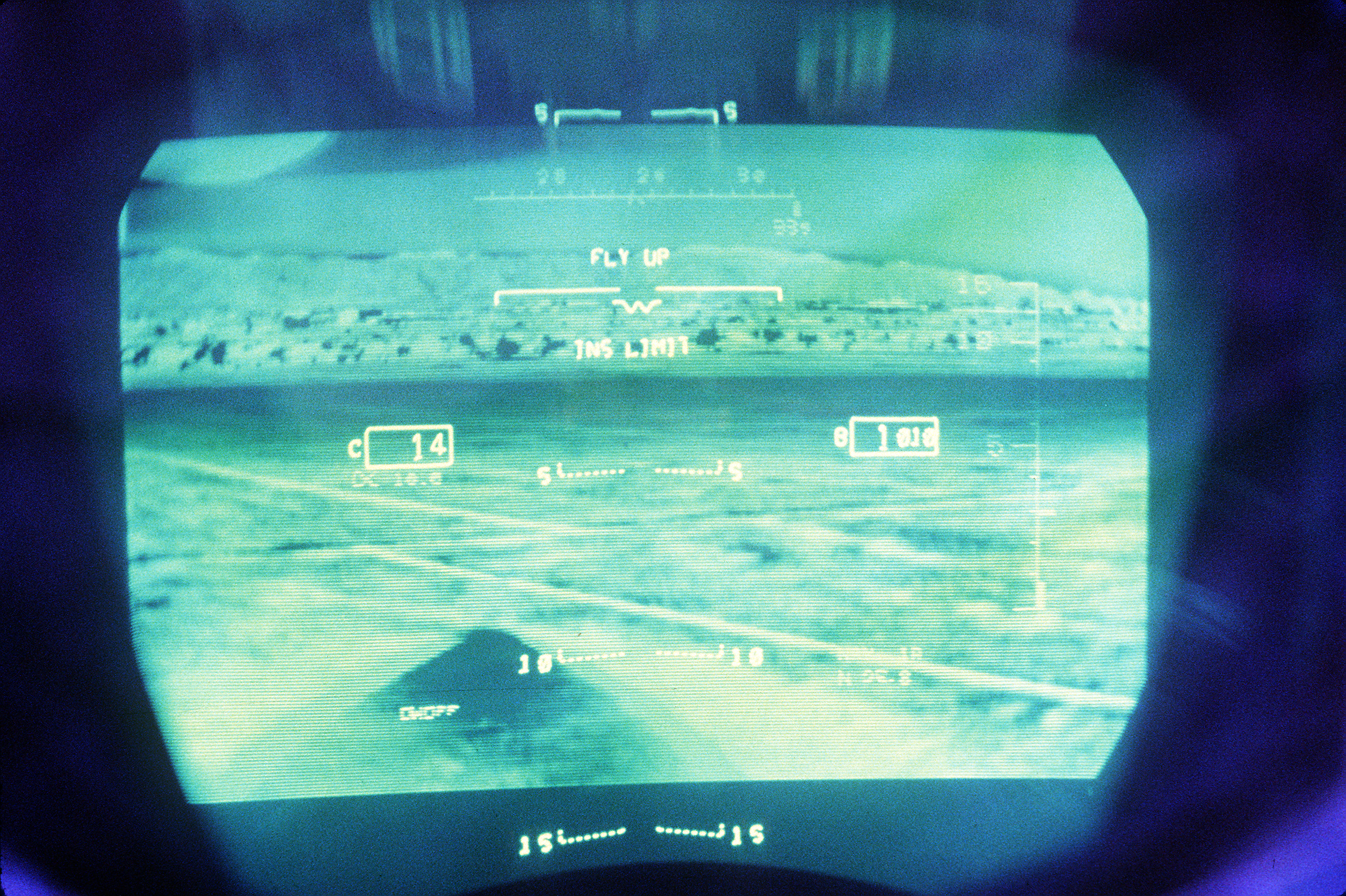
Imagem obtida com câmera de infravermelho, vista através de um head up display em um F-15E

O sistema é integrado por sensores de imagem, como uma câmera colorida, uma câmera de infravermelho e um radar. Em aeronaves militares, o monitoramento é feito por um visor acoplado ao capacete do piloto (head-mounted display) ou head up display no canopi. Em aeronaves de uso civil, o monitoramento pode ser por head up display no para-brisa, ou por uma tela no painel de instrumentos. O EFVS pode sintetizar as imagens, criando um sistema de visão combinado, exibindo também na mesma imagem, elementos como a barra do horizonte e a localização da pista durante o pouso.
O sistema inicialmente usado na aviação militar, foi também incorporado à aviação civil, adicionando uma maior conscientização situacional do piloto em situações de baixa visibilidade, por exemplo durante um pouso noturno sob neblina, aumentando significativamente a chance de uma aproximação e pouso bem-sucedidos sob essas condições.